# House of Hammer
House of Hammer es una serie documental web dirigida por Elli Hakami y Julian P. Hobbs. El documental gira en torno a la vida del actor estadounidense Armie Hammer y su familia—quienes se vieron envueltos en 2021 en varias acusaciones tras varias denuncias de exnovias del actor—, se estrenó en video bajo demanda el 2 de septiembre de 2022 en HBO Max y posteriormente en Discovery+.

## Episodios
| N.º | Título               | Fecha de lanzamiento original |
| --- | -------------------- | ----------------------------- |
| 1 | «Love Bomb»          | 2 de septiembre de 2022       |
| Armie Hammer cae de su pedestal como el Golden Boy de Hollywood para enfrentar acusaciones de violación aparentemente de la noche a la mañana. Los relatos de primera mano de quienes conocen íntimamente al actor caído en desgracia detallan su oscuro comportamiento. |                      |                               |
| 2 | «Sins of the Father» | 2 de septiembre de 2022       |
| Los secretos de cinco generaciones salen a la luz, y Casey Hammer debe lidiar con los fragmentos restantes. Recuerdos dolorosos emergen cuando los fantasmas del pasado de los Hammer persiguen a todos los involucrados.                                                |                      |                               |
| 3 | «Follow the Money»   | 2 de septiembre de 2022       |
| Armand Hammer se codea con la realeza británica y supuestamente planea sobornos millonarios antes de revelar un secreto final que abarca multitud de tratos nefastos. Décadas después, los propios secretos de Armie Hammer salen a la luz.                              |                      |                               |